# Sharpness Point
Sharpness Point är en udde i Storbritannien.   Den ligger i distriktet North Tyneside i Tyne and Wear i riksdelen England, i den centrala delen av landet, 400 km norr om huvudstaden London.
Terrängen inåt land är platt. Havet är nära Sharpness Point åt nordost.  Närmaste större samhälle är Newcastle upon Tyne, 13,4 km väster om Sharpness Point. 